# Marion Clignet
Marion Clignet, född den 22 februari 1964 i Chicago, Illinois, är en fransk tävlingscyklist som tog silver i förföljelsen vid olympiska sommarspelen 1996 i Atlanta och därefter OS-silver igen på samma distans vid olympiska sommarspelen 2000 i Sydney. 